# Sharp X68000
Sharp X68000 je počítač vyráběný společností Sharp Corporation od roku 1987. Prodávat se začal v Japonsku a za jeho hranice se příliš nerozšířil. Ve své době představoval konkurenci především pro Amigu 500 a Atari ST. První model měl osazen procesor Motorola 68000 (odtud název) na frekvenci 10 MHz, 1 MB paměti RAM a žádný pevný disk. Naproti tomu poslední model, který byl vydán v roce 1993 měl procesor Motorola 68030 na frekvenci 25 MHz, 4 MB paměti RAM a volitelným 80 MB pevným diskem SCSI. Paměť RAM v těchto systémech byla rozšiřitelná na 12 MB, ale většina her a aplikací stejně nevyžadovala více než 2 MB. Systém se vyráběl 5 let a prodalo se ho okolo 120000 kusů.

Pro X68000 vzniklo poměrně velké množství softwaru, a to nejenom her (gcc, několik verzí Unixu, spousta grafických programů). Konverze klasických arkád jsou dotaženy téměř k dokonalosti: Salamander, Parodius, Final Fight, Super Ghost'n Goblins. O systém je poměrně značný zájem mezi retrogamery a v internetových bazarech se jeho cena dlouho držela na slušné úrovni.

## Hardware
Vlastní operační systém Human OS napsaný na zakázku firmou Hudson.

CPU: MC68000 na 10MHz

RAM: 1-2MB RAM, rozšiřitelné na max. 12MB

Video: 512k VRAM + 32k sprite VRAM, grafické módy 768x512, 512x512, 256x256, paleta 64k barev

Zvuk: Yamaha FM sound chip

pětipalcová floppy mechanika

SASI nebo SCSI HDD